# 맨홀

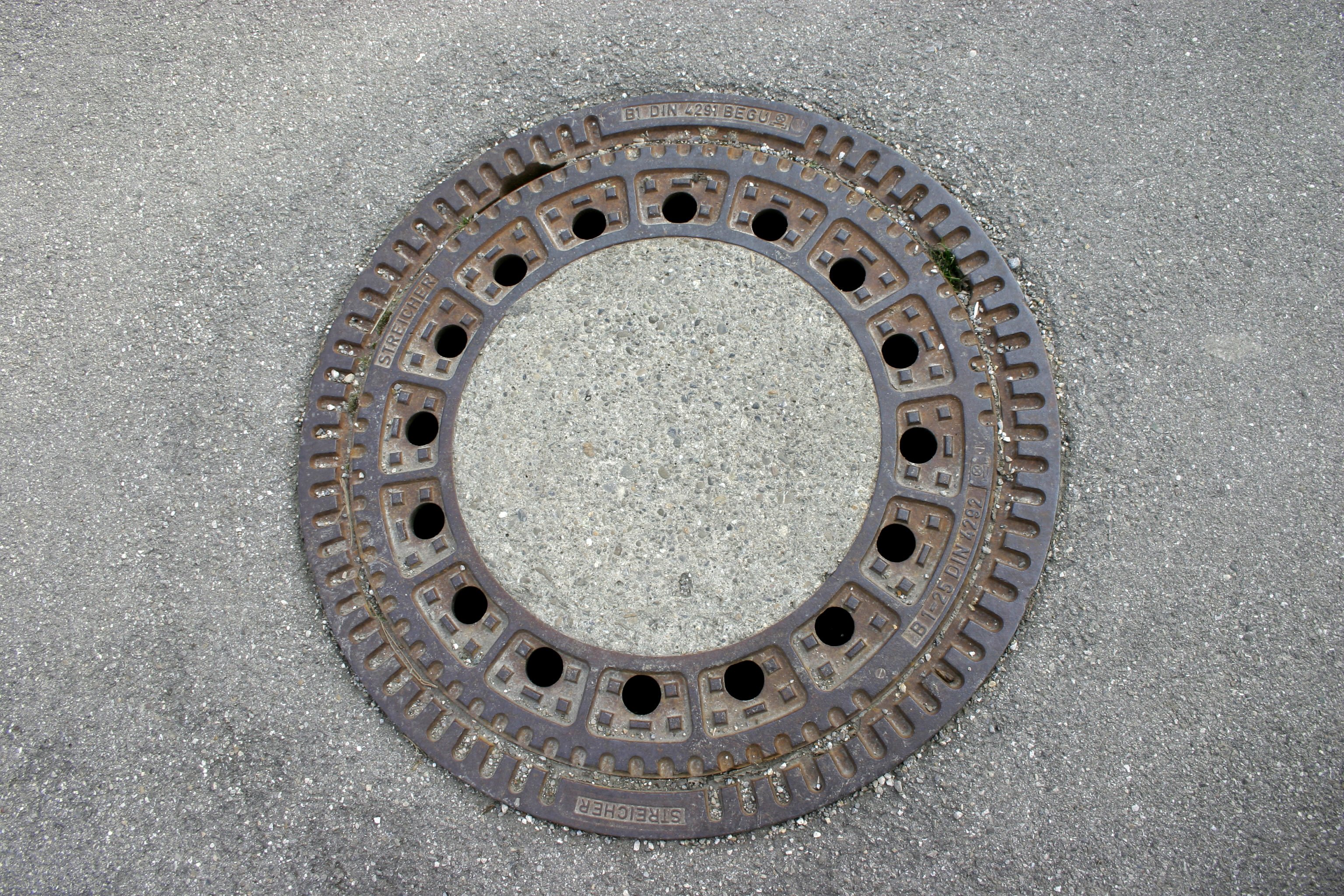
맨홀 덮개. (독일)

맨홀(영어: manhole)은 하수관 내의 점검이나 청소, 파이프의 연결이나 접합을 위해 사람이 출입하는 시설을 말한다. 관로에서는 기점, 합류점, 관의 지름·방향·구배가 변하는 곳이라든가 긴 관로의 중간점 등에 설치한다.
맨홀은 샤프트, 유틸리티 볼트 또는 대형 선박과 같은 제한된 공간에 대한 개구부이다. 맨홀은 지하 공공 시설의 접근 지점으로 자주 사용되어 검사, 유지 관리 및 시스템 업그레이드가 가능하다. 대부분의 지하 서비스에는 물, 하수구, 전화, 전기, 빗물 배수관, 지역 난방 및 가스를 포함한 맨홀이 있다.
맨홀은 일반적으로 도시 지역, 거리, 때로는 보도 아래에서 발견된다. 농촌이나 미개발 지역에서는 전화, 전기 등의 서비스가 대개 지하가 아닌 전신주나 철탑을 통해 전달된다.
호주에서 맨홀은 일반적으로 방이나 복도에서 건물의 천장 구멍으로 접근하는 데 사용되는 접근 해치를 의미한다. 이러한 맨홀은 일반적으로 약 450mm × 450mm(18인치 × 18인치) 정사각형이다.

## 구조
맨홀은 맨홀에 우발적으로 또는 무단으로 접근하는 것을 방지하도록 설계된 평평한 플러그인 격자 또는 맨홀 덮개로 보호된다. 이러한 덮개는 전통적으로 금속으로 만들어졌지만 프리캐스트 콘크리트, 유리 강화 플라스틱 또는 기타 복합 재료(특히 커버 도난이 우려되는 경우)로 제작될 수도 있다. 허용 가능한 수동 취급 중량을 제한하는 법률로 인해 유럽에서는 더 큰 미끄럼 방지 및 전기 절연 특성의 이점을 갖는 더 가벼운 복합 맨홀 덮개 재료로 전환하는 것이 관측된다.
맨홀은 일반적으로 다용도 공간으로 쉽게 하강할 수 있도록 벽 안쪽에 금속, 폴리프로필렌 또는 유리섬유 계단을 설치한다.
맨홀은 일반적으로 원형이다. 그 이유는 원형이 지구의 압축에 저항하는 가장 좋은 모양이기 때문이다. 맨홀은 별 모양이나 사각형 또는 삼각형 모양으로 만들면 지름이 일정하지 않기 때문에 튕겨져 나갈 수도 있고, 튕겨져 나간 것에 맞으면 크게 다치거나 죽을 수 있기 때문에 원 모양으로 만든다. 커버는 정사각형이나 직사각형보다 제작하기 쉽기 때문에 둥글고, 굴려 이동하기 쉽고, 개구부에 떨어지지 않는다. 그러나 영국에서는 적어도 거리 수준에서는 모양이 거의 항상 정사각형 또는 직사각형이다. 맨홀은 삼각형 모양으로도 발견할 수 있다. (예: 영국 케임브리지 및 주변 마을)

## 맨홀 설치 간격
맨홀 설치 간격은 관로 내경에 따라 달라지며, 다음 표에 따른다.
| 관로 내경(mm) | 300 이하 | 600 이하 | 1000 이하 | 1500 이하 | 1650 이상 |
| 최대 간격(m)  | 30(특례) | 75       | 100       | 150       | 200       |

## 사진

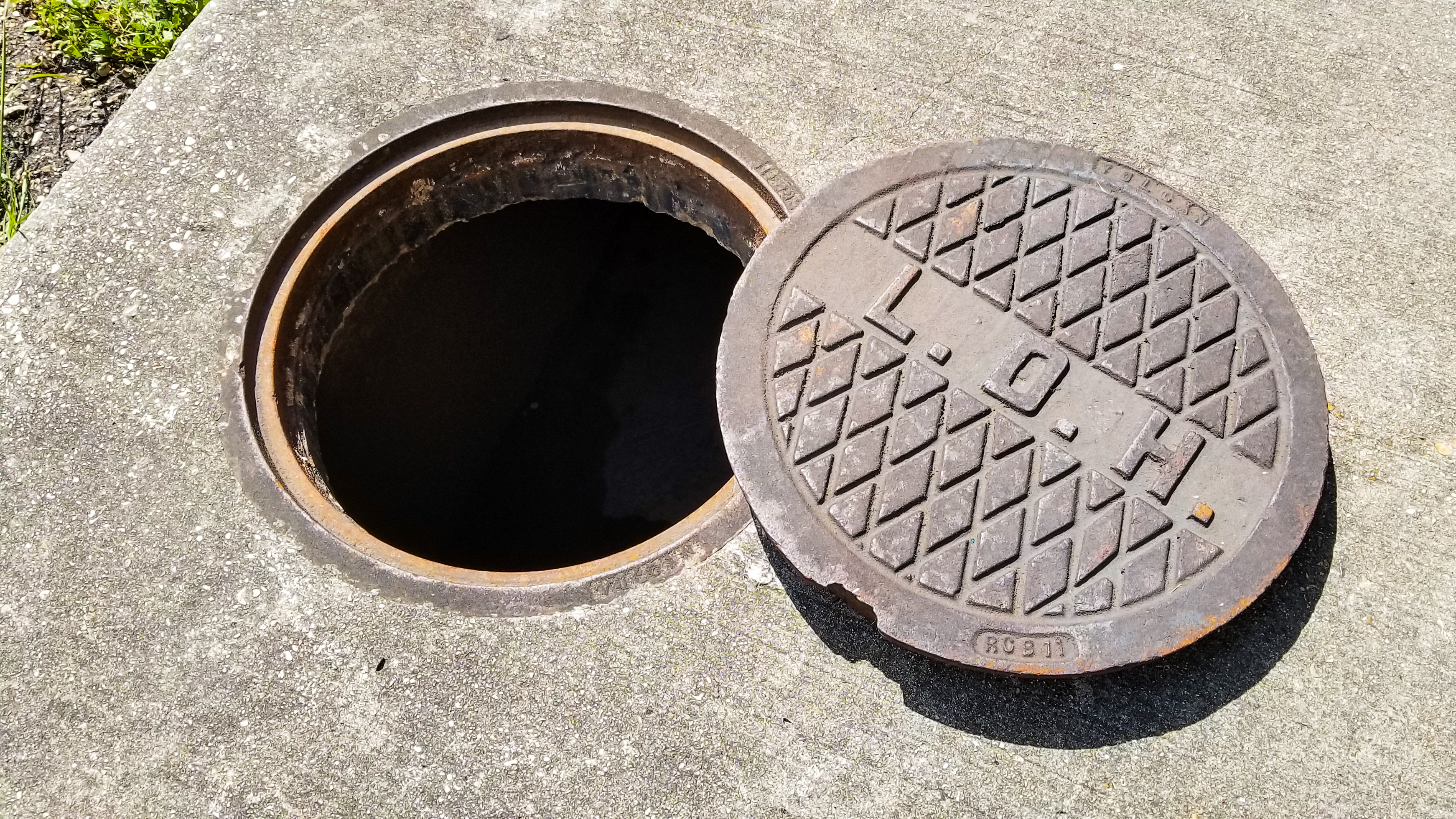
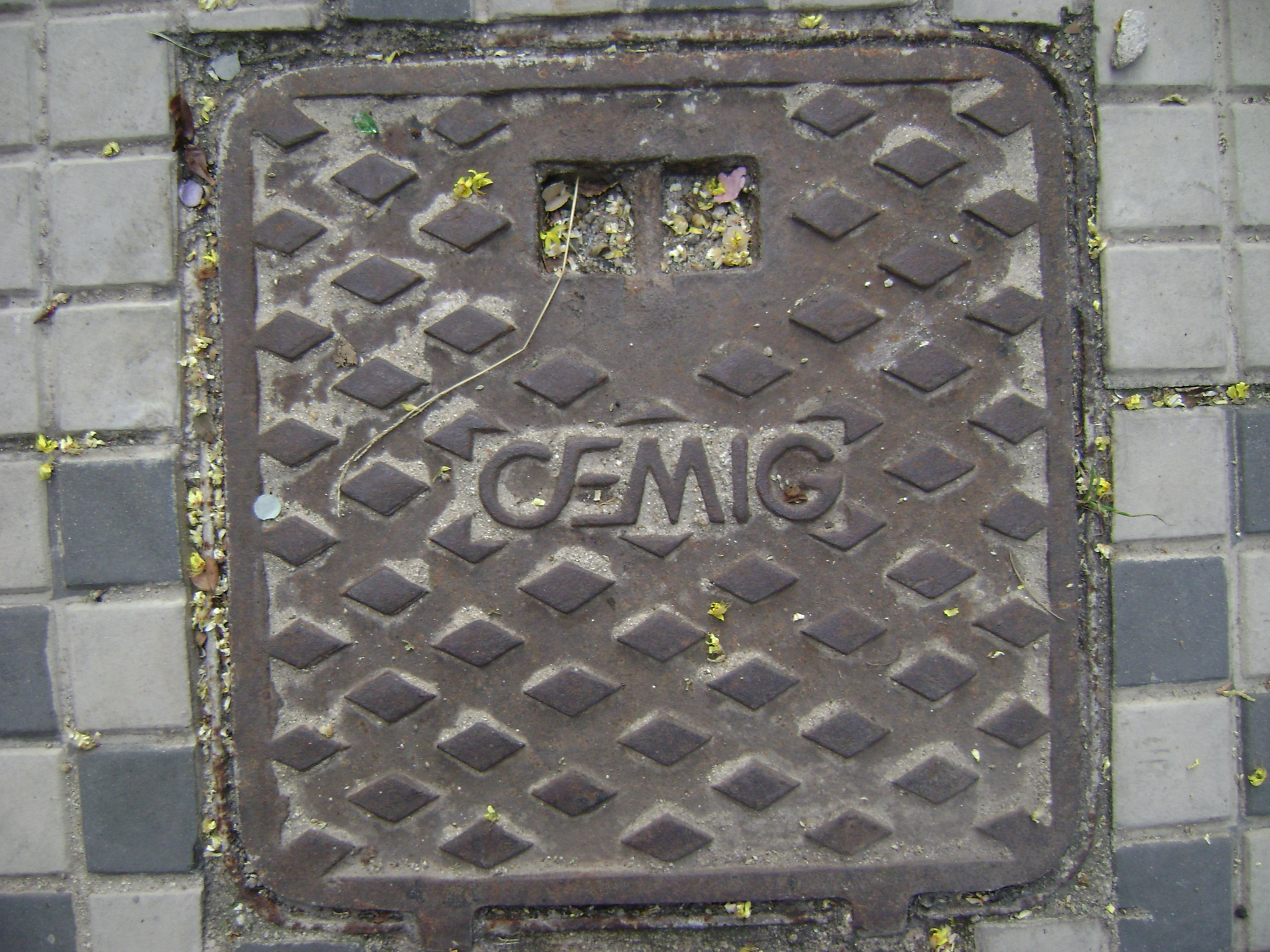
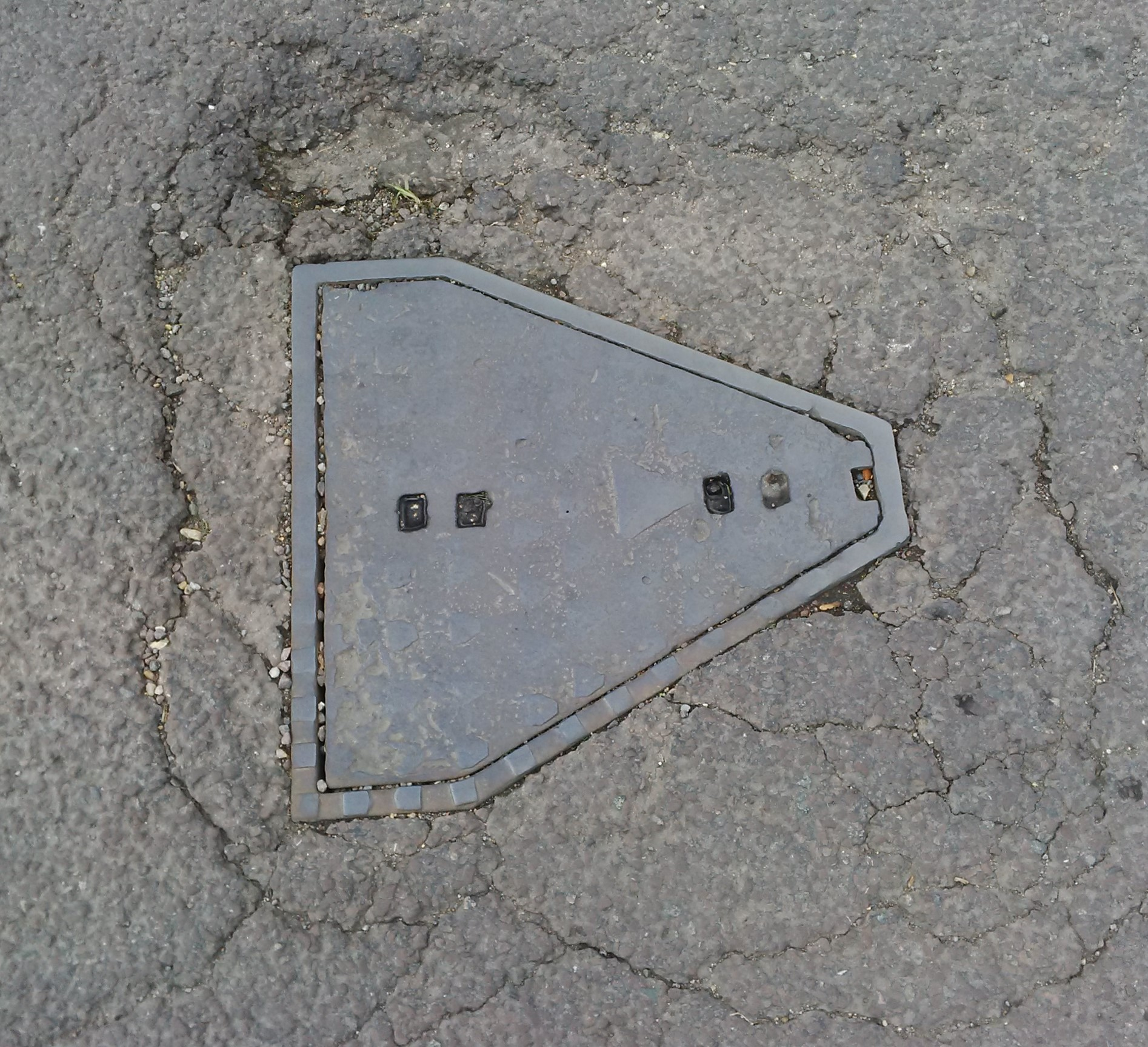
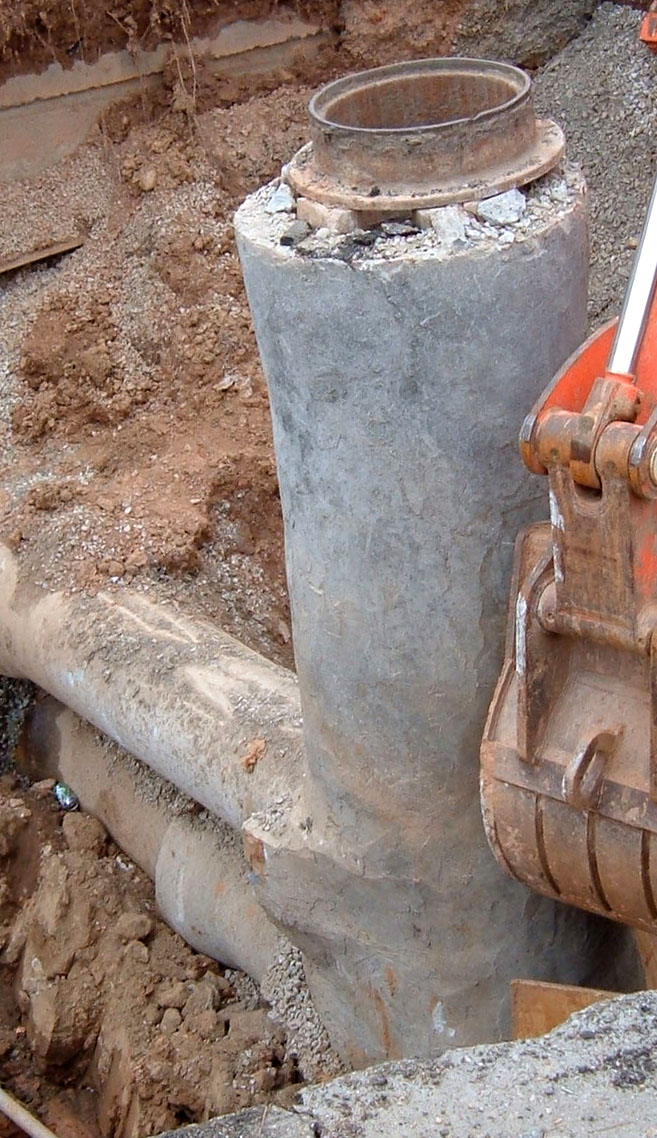
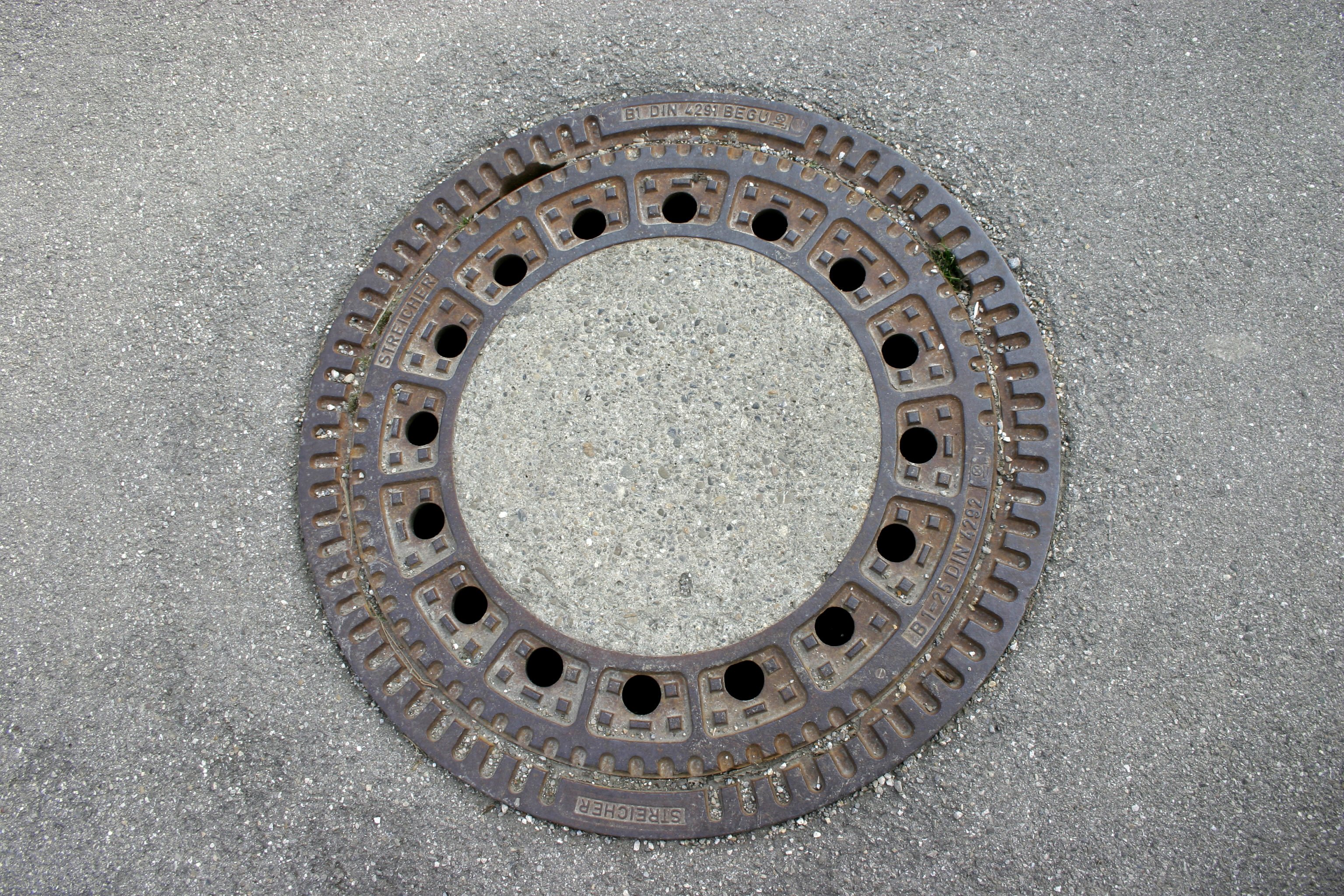
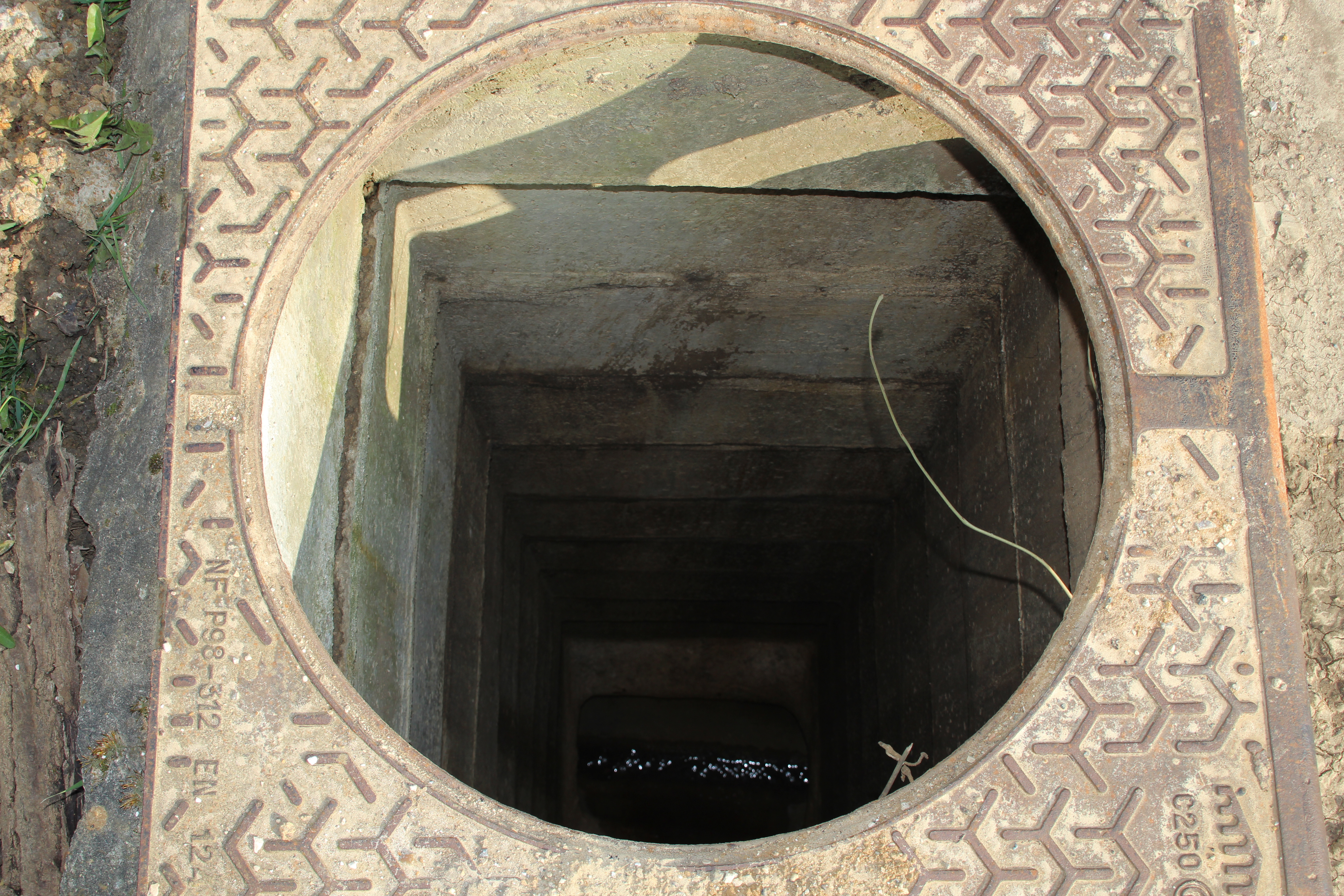
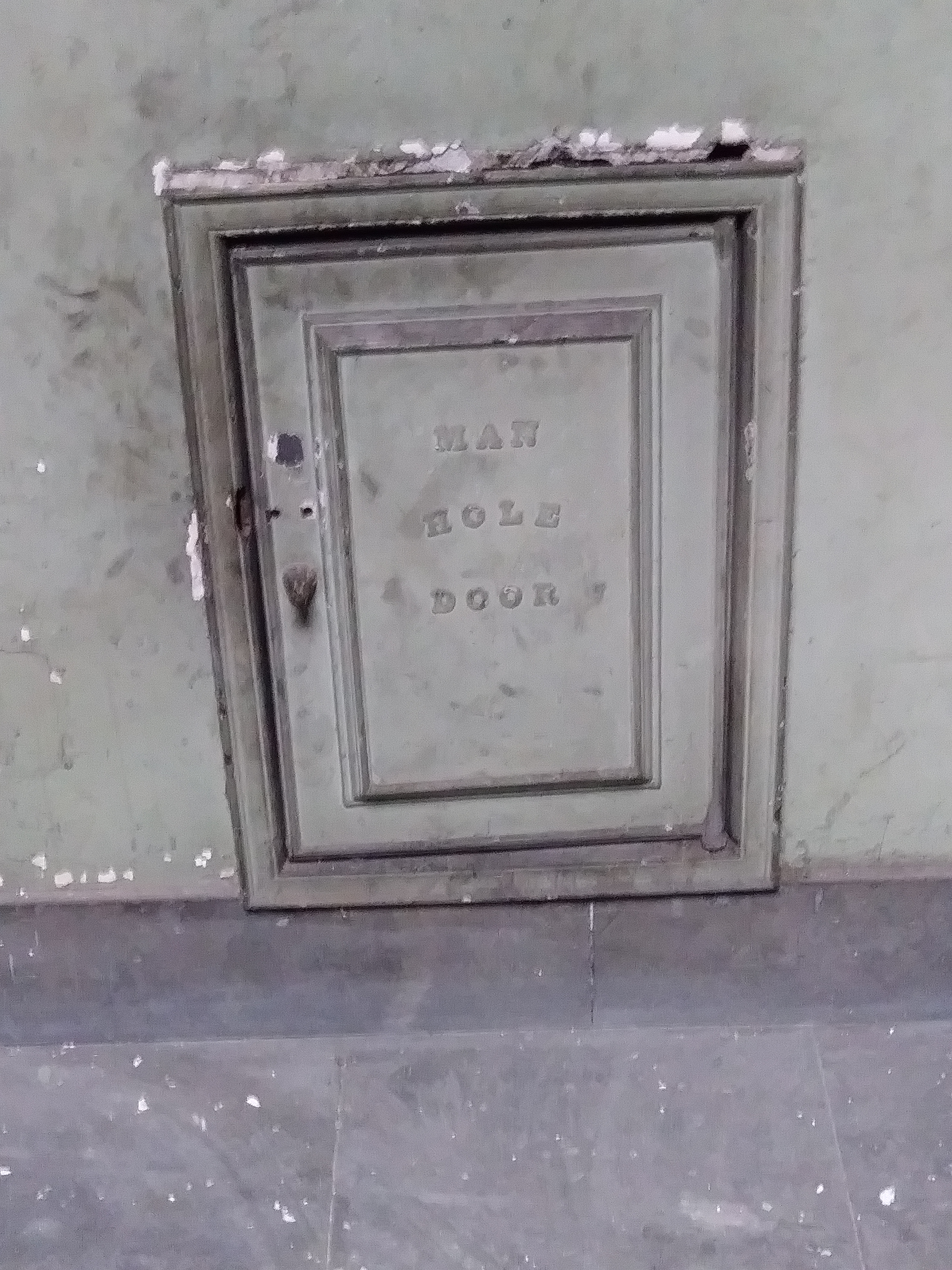
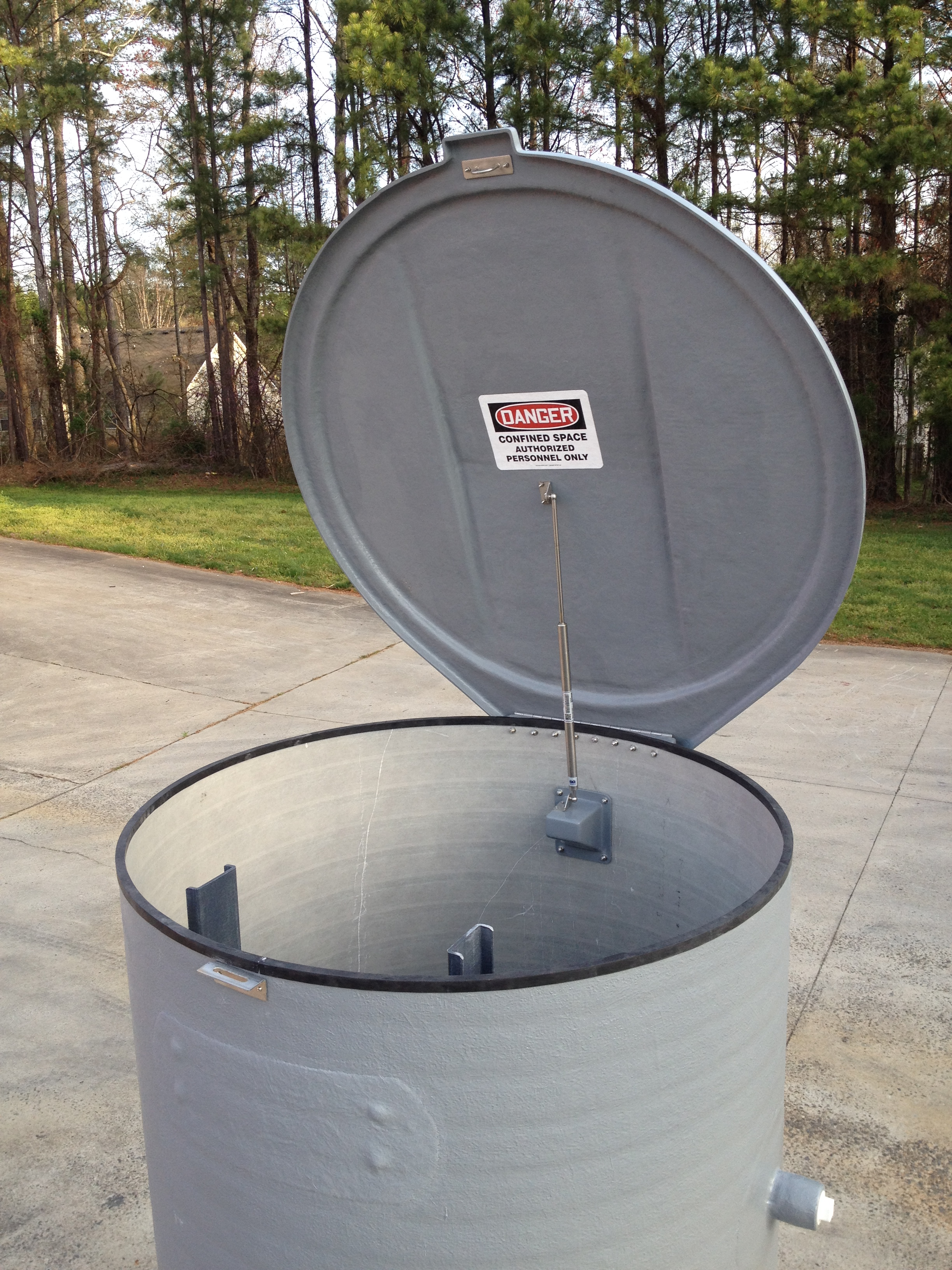
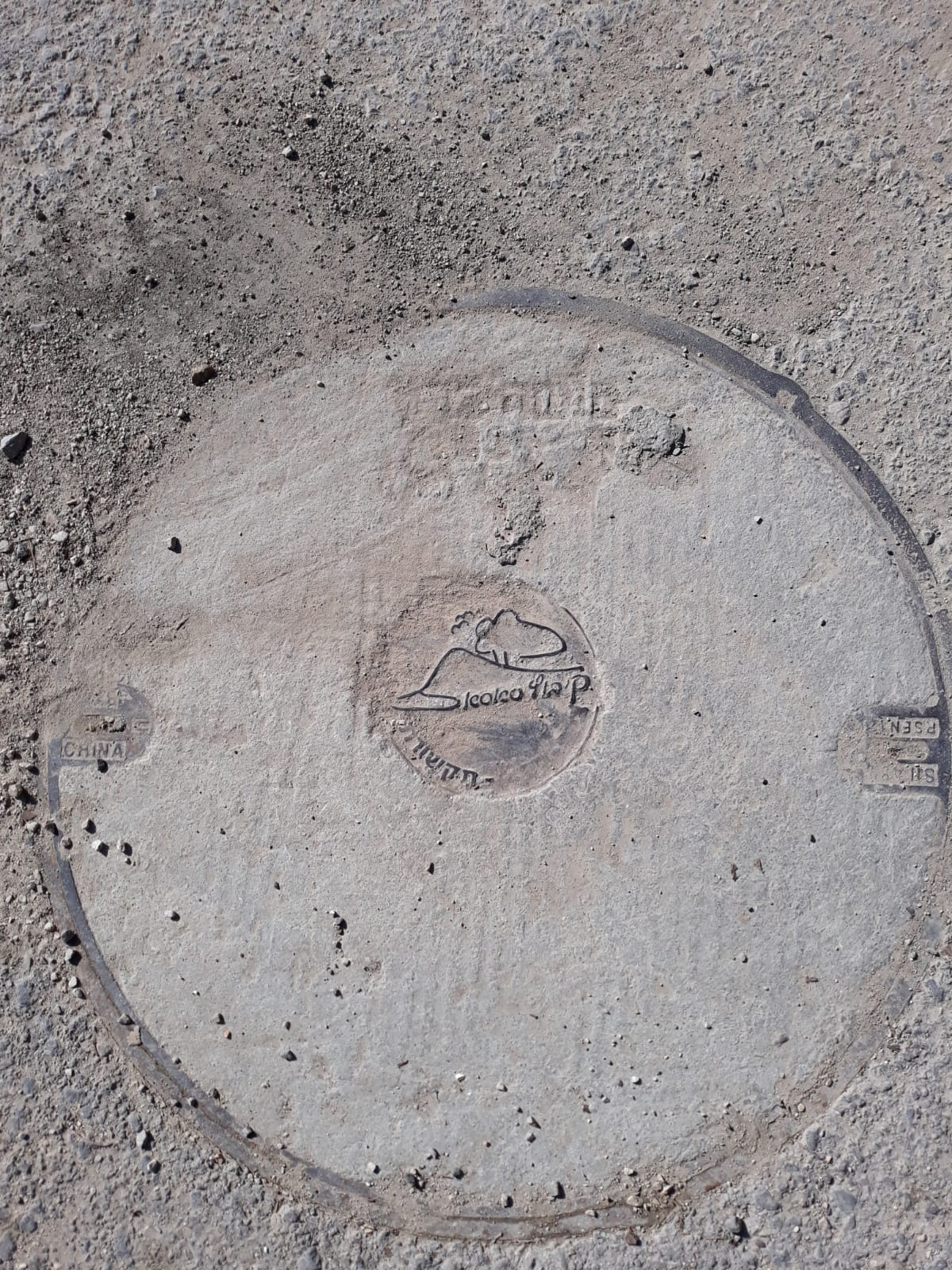
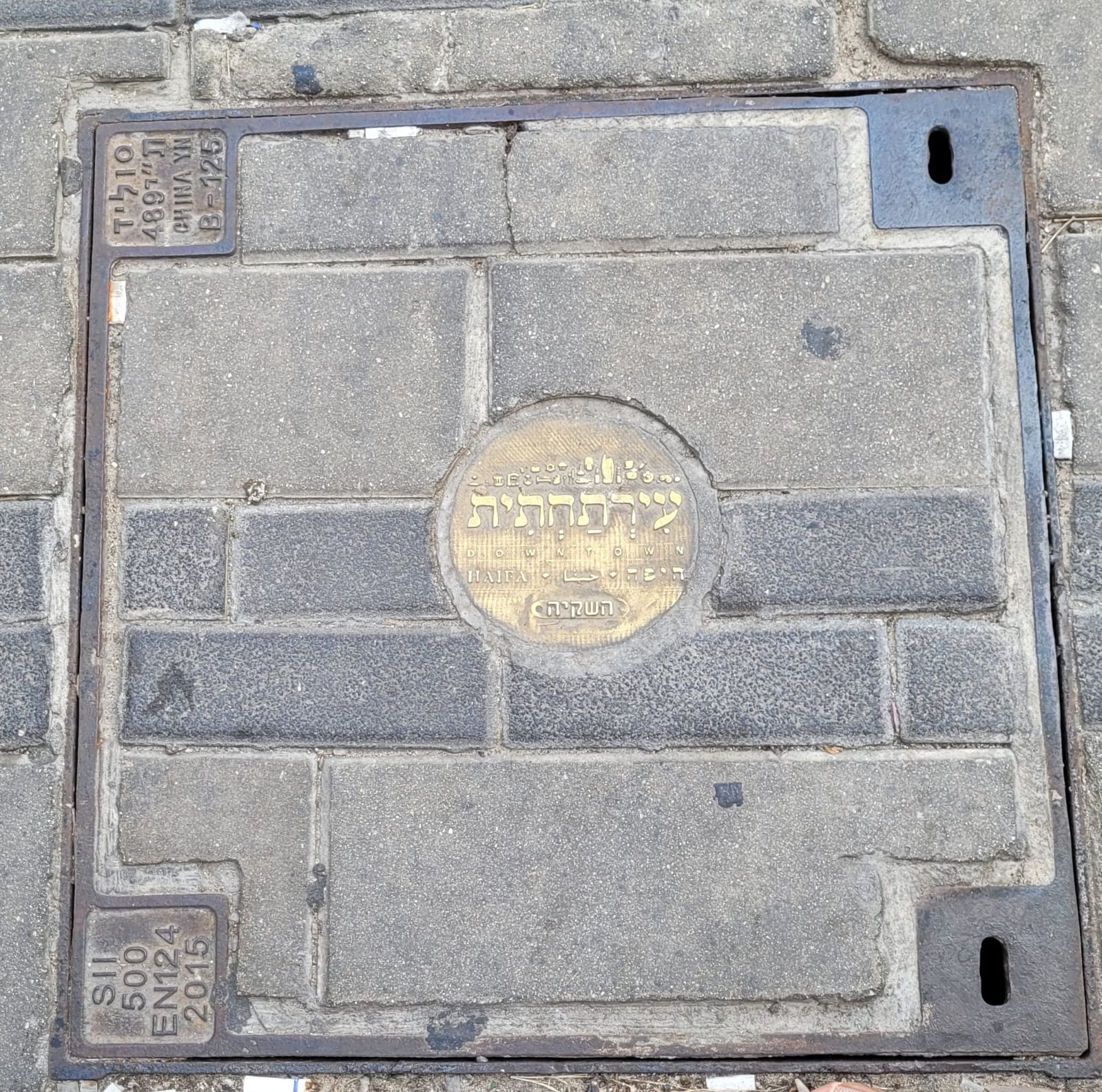
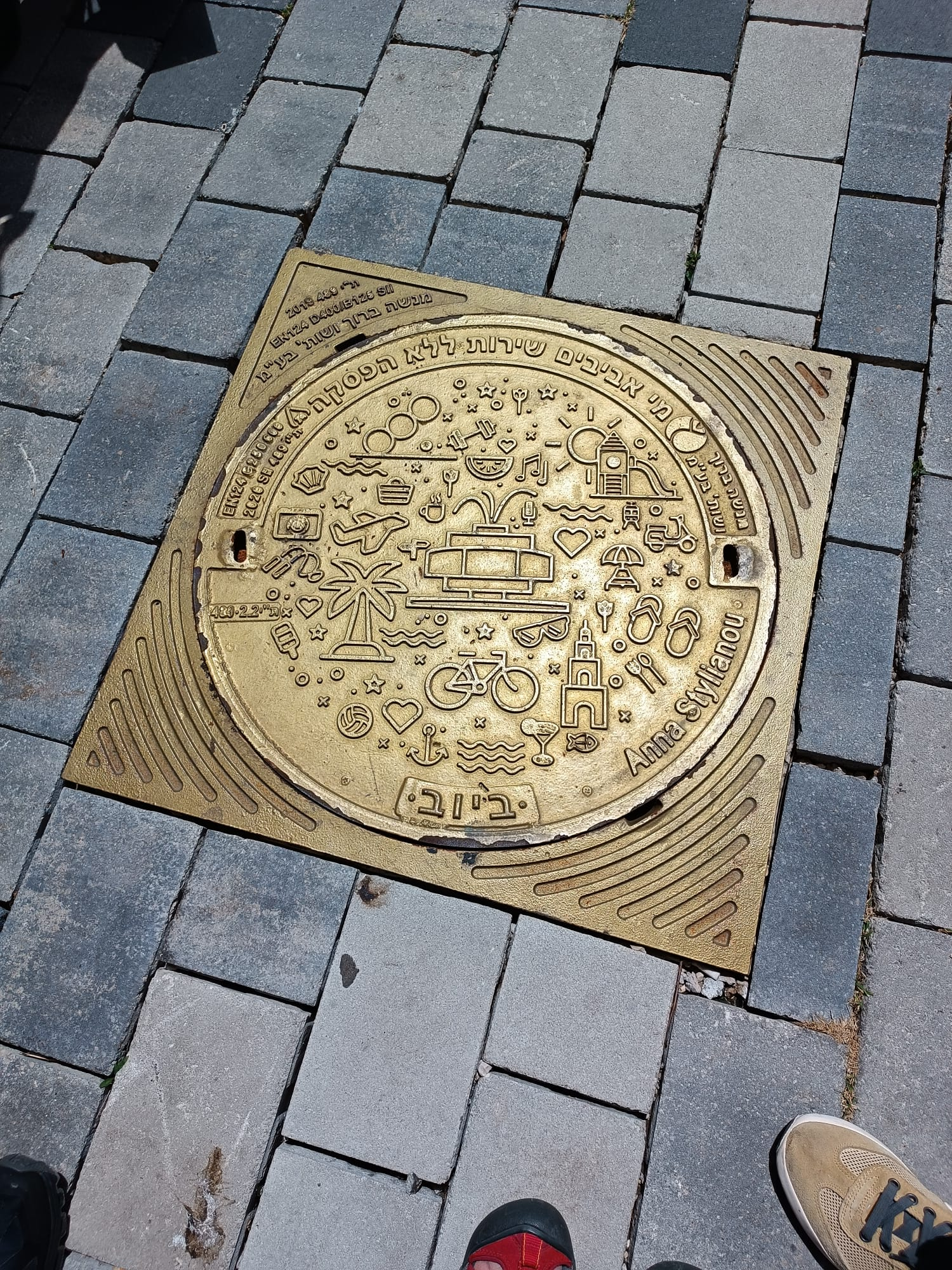

## 같이 보기
- 맨홀 커버(영어판)
- 암거
- 하수도

## 참고 문헌
- 노재식 외 (2016). 《토목기사 대비 상하수도 공학》. 한솔아카데미. ISBN 979-11-5656-234-4.